# Щепковский, Ян

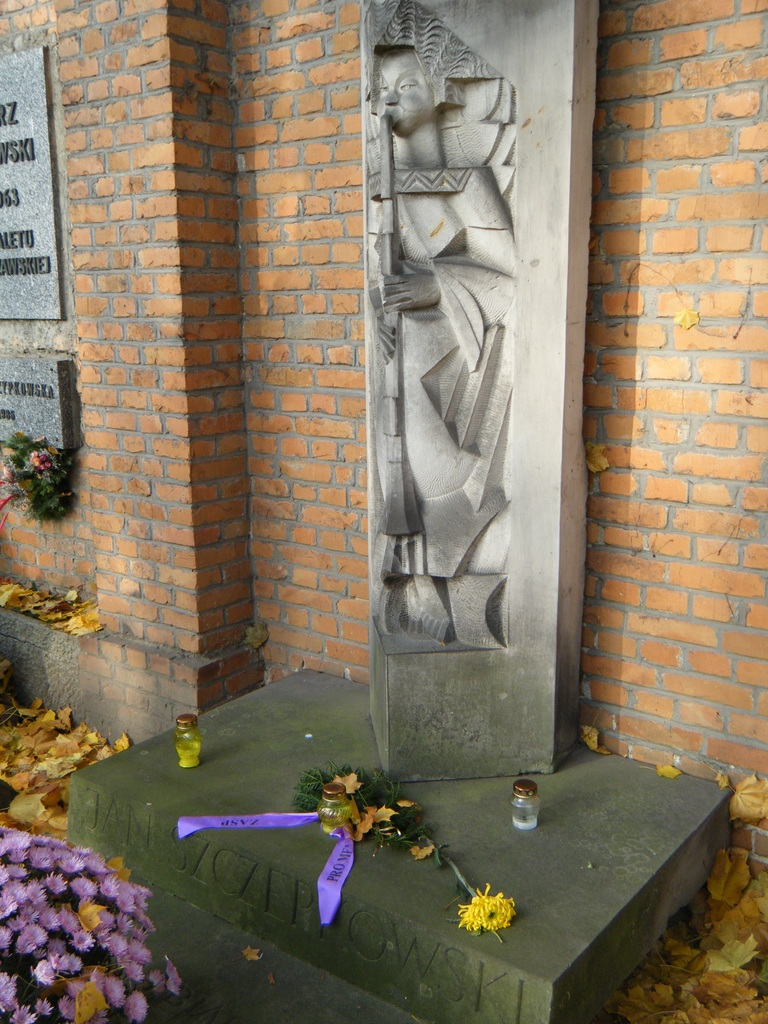
Памятник на могиле Яна Щепковского

Ян Щепковский (пол. Jan Szczepkowski; 8 марта 1878, г. Станислав (теперь Ивано-Франковск — 17 февраля 1964, г. Милянувек, Мазовецкое воеводство, Польши) — польский скульптор.

## Биография
После окончания ремесленного училища, с 1896 обучался по отделению скульптуры в Краковской академии искусств под руководством скульпторов Альфреда Дауна и Константы Лашчка. Рисунок и живопись изучал у Яцека Мальчевского.
В 1904—1907 в качестве стипендиата стажировался в Париже, где изучал новые течения в живописи и скульптуре.
После возвращения на родину, жил в Кракове. Активно участвовал в жизни артистических кругов города.
Был членом «Общества польских художников „Штука“» и «Польского общества прикладного искусства».
Участник первой мировой войны. В 1914 призван в австро-венгерскую армию. В чине поручика участвовал в боевых действиях на полях сражений. В 1915 получил тяжëлое ранение под Красником.
После излечения был признан инвалидом и переведен на вспомогательную службу в Департамент воинских захоронений К. и К. военной комендатуры в Кракове, воинское подразделение Министерства Австро-Венгрии, которое занималось во время Первой мировой войны захоронением погибших военнослужащих и сооружением воинских захоронений, которые сегодня известны под обобщающим названием «Западногалицийские воинские кладбища».
Служил руководителем Округа IV — Лужна. Является автором проектов 25 воинских кладбищ (еще 2-х — создал в соавторстве).
С 1917 жил в Варшаве. В 1923—1939 работал директором Городской школы прикладного искусства. Воспитал ряд известных скульпторов, среди них, Базили Войтович.

## Избранные работы

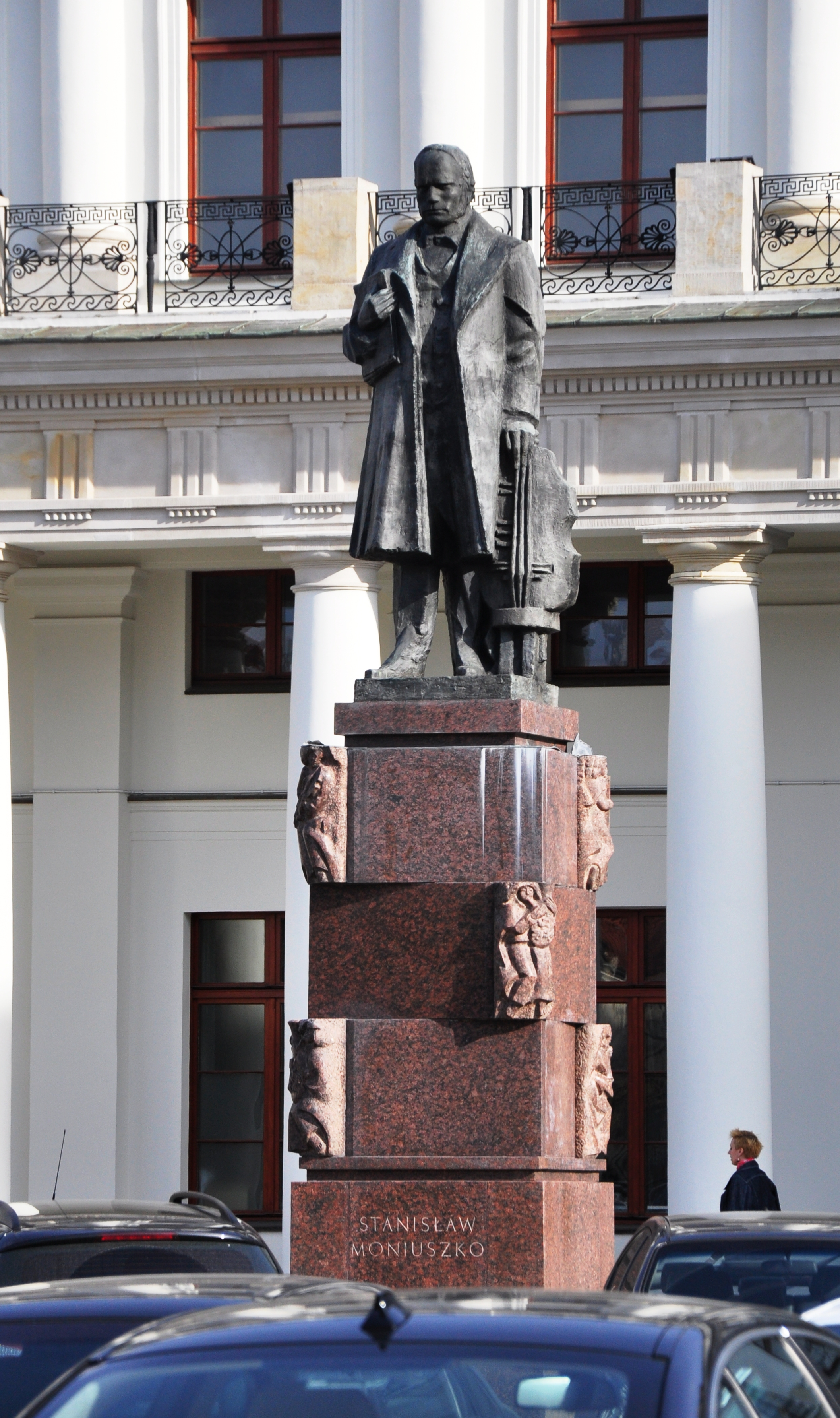
Памятник Монюшко в Варшаве

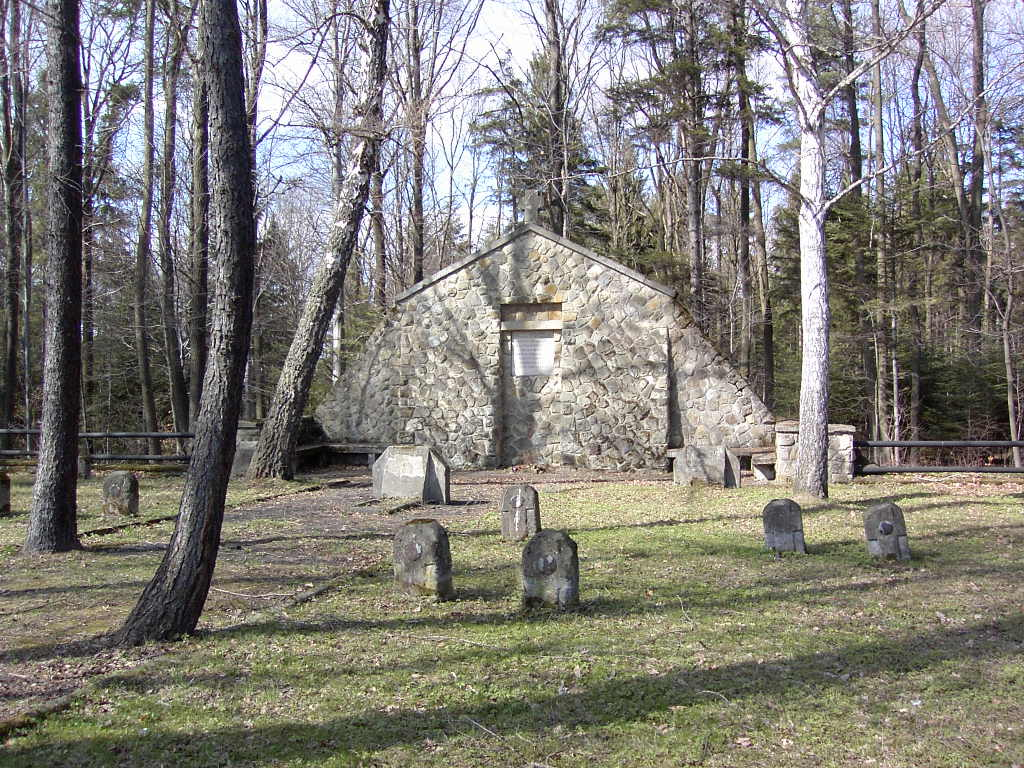
Воинское кладбище № 101 в с. Бесна

- в 1907—1914 создал ряд скульптурных портретов деятелей польского искусства и науки.
- ряд архитектурных украшений в Кракове, в том числе бюсты 4-х евангелистов на костëле св. Флориана, фигуру Христа на костëле св. Креста и скульптуры на фасаде Дома сельскохозяйственного общества на пл. Щепанской, изображающие труд крестьянина в разные поры года
- в 1914 — памятник Генрика Йордана, общественного деятеля, врача, пионера польской физической культуры в парке его имени.
- во время первой мировой войны спроектировал несколько десятков воинских кладбищ.
- на Всемирной выставке (1925) построил часовню Божьего Рождества, которая была награждена Grand Prix, a её резной алтарь сразу же закупило французское правительство, опередив попытку покупки его королëм Швеции. Сам автор был удостоен награды — Ордена Почётного легиона.
- барельефы на фасаде Банка Краевого Хозяйства в Варшаве (1928—1931).
- осуществил надстройку здания Сейма в Варшаве (1927—1928).
- фризы на Театре Атенеум в Варшаве (1929, не сохранились).
- памятники Станиславу Монюшко и Войцеху Богуславскому на Театральной площади столицы Польши.
- снял посмертную маску Ю. Пилсудского и спроектировал его саркофаг, не успев до 1939 осуществить задуманное.
- после окончания второй мировой войны занимался реконструкцией и восстановлением разрушенных памятников архитектуры польских городов и др.